# Répertoire International des Sources Musicales
Международный каталог музыкальных источников (фр. Répertoire International des Sources Musicales; сокращённо RISM, англ. International Inventory of Musical Sources, нем. Internationales Quellenlexikon der Musik) — серия библиографических и нотографических справочников, субсидируемая Международным музыковедческим обществом (IMS) и Международной ассоциацией музыкальных библиотек (IAML). Первое заседание редакционного совета RISM (под эгидой Международного музыкального совета ЮНЕСКО) состоялось в 1952 году в Париже. Первым генеральным директором проекта был французский музыковед Франсуа Лезюр.
RISM — крупнейший и единственный глобальный проект каталогизации письменных (преимущественно старинных) музыкальных источников: рукописных и печатных нот, музыкально-теоретических трактатов и либретто, хранящихся в библиотеках, архивах, монастырях, учебных заведениях и частных коллекциях. В RISM’е указывается, что существует и где хранится. В профессиональной среде RISM получил признание как надёжный источниковедческий справочник.
В проекте принимают участие национальные рабочие группы из 36 стран. При этом отдельные тома RISM зачастую поручаются отдельным исследователям, признанным в мире источниковедам и музыковедам. Около 100 сотрудников описывают музыкальные источники, передавая свои описания в центральную редакцию RISM во Франкфурт-на-Майне.

## Публикации
Публикации RISM’а распределяются по следующим сериям:
- нотная персоналия (серия A)
- тематико-систематическая часть (серия B)
- перечень музыкальных библиотек (серия C)

Кроме того рабочие группы регистрируют в рамках собственных проектов либретто, которые сохранились в этих странах.

## RISM серия A/I — Нотные публикации
Серия A/I «Отдельные печатные издания до 1800 года» перечисляет авторские нотные публикации с 1500 до 1800 годов. Девять томов серии (1971—1981) включают более 78 000 музыкальных изданий 7 616 композиторов из 2 178 библиотек. С 1986 по 1999 год были опубликованы 4 дополнительных тома, в 2003 году — том с указателями издателей, печатников, гравёров и мест расположения издательств. Тома серии A/I публикует издательство «Bärenreiter» (Кассель). 
Серия составлена по алфавиту имен композиторов и содержит только отдельные издания их произведений. Печатные сборники, включающие сочинения разных композиторов, публикуются в рамках серии B.
Каждое библиографическое описание содержат следующие данные:
- фамилия композитора
- номер опуса или номер по указателю его сочинений (если известно)
- название произведения
- тип издания (партитура, отдельные инструментальные голоса, клавир и т. д.)
- место издательства
- издатель
- дата публикации (если известна)

## RISM серия A/II — Нотные рукописи
Серия A/II «Музыкальные рукописи после 1600 года» перечисляет только рукописные ноты. Они подробно описываются по единой схеме из более 100 пунктов и хранятся в базе данных центральной редакции RISM во Франкфурте-на-Майне.
В настоящий момент RISM содержит более чем 870 000 указаний на сочинения около 25 000 композиторов (данные по состоянию на 2014 года).
Сведения о рукописях поступают в настоящее время из 900 библиотек 37 стран: Австралии, Австрии, Белоруссии, Бельгии, Бразилии, Великобритании, Венгрии, Германии, Дании, Испании, Италии, Канады, Мексики, Нидерландов, Новой Зеландии, Норвегии, Латвии, Литвы, Польши, Португалии, России, Румынии, Словакии, Словении, США, Украины, Уругвая, Финляндии, Франции, Хорватии, Чехии, Швейцарии, Швеции и Японии. Тем самым банк данных RISM’а является самым объёмным из существующих в этой области.
С 1995 года ежегодно из базы данных составляется кумулятивное издание на носителе CD-ROM, которое выпускается в издательстве K.G. Saur в Мюнхене. Интерфейс пользователя и вспомогательные тексты этой программы имеются на пяти языках (немецком, английском, французском, итальянском, испанском). Пользователи диска могут использовать многочисленные указатели, ограничивать поиск 15 критериями (фильтрами), среди них:
- композитор
- название (например «Аида» или «Симфонии»)
- тональность
- исполнительский состав
- нотный инципит
- название роли (в музыкально-драматическом сочинении)
- дата рукописи
- номер по указателю сочинений композитора (если таковой имеется)

вводится посредством цифровой и буквенной кодировки и ведёт (по возможности) к сочинению, которое занесено в базу данных. Поиск по нотному инципиту особенно ценен для идентификации безымянных сочинений.
С 2002 года ежегодно обновляемая база данных RISM’а серии A/II доступна также в интернете. Доступ (на платной основе) можно получить с любого персонального компьютера. CD-ROM или (бесплатный) доступ к онлайновой базе данных можно получить в большинстве крупных библиотек мира. Доступ к онлайновой версии RISM’а имеется в Научно-музыкальной библиотеке им. С. И. Танеева Московской государственной консерватории.

## RISM серия B
Тома серии B, сгруппированные по системно-тематическому принципу, публикует мюнхенское издательство «Henle»:
- B/I и B/II: Recueils imprimés XVIe-XVIIIe siècles (2 тома) («неавторские» нотные сборники, опубликованные в XVI—XVIII веках);
- B/III: The Theory of Music from the Carolingian Era up to c. 1500. Descriptive Catalogue of Manuscripts (6 томов) (рукописи западноевропейских теоретических трактатов о музыке от Каролингов до 1500 г.);
- B/IV: Handschriften mit mehrstimmiger Musik des 11. bis 16. Jahrhunderts (5 томов, 1 дополнительный том) (рукописи многоголосной музыки XI—XVI веков);
- B/V: Tropen- und Sequenzenhandschriften (нотные рукописи, содержащие тропы и секвенции);
- B/VI: Écrits imprimés concernant la musique (2 тома) (раннепечатные трактаты о музыке);
- B/VII: Handschriftlich überlieferte Lauten- und Gitarrentabulaturen des 15. bis 18. Jahrhunderts (рукописи лютневых и гитарных табулатур XV—XVIII веков);
- B/VIII: Das Deutsche Kirchenlied (2 тома, Кассель: издательство Bärenreiter) (немецкая церковная песня);
- B/IX: Hebrew Sources (2 тома) (трактаты о музыке на иврите);
- B/X: The Theory of Music in Arabic Writings c. 900—1900 (2 тома) (музыкально-теоретические трактаты на арабском языке);
- B/XI: Ancient Greek Music Theory. A Catalogue Raisonné of Manuscripts (музыкально-теоретические трактаты на древнегреческом языке);
- B/XII: Manuscrits persans concernant la musique (трактаты на языках персидской группы);
- B/XIV: Les manuscrits du processionnal (2 тома) (рукописи григорианских процессионалов);
- B/XV: Mehrstimmige Messen in Quellen aus Spanien, Portugal und Lateinamerika, ca. 1490—1630. (многоголосные мессы из Испании, Португалии и Латинской Америки периода 1490—1630 гг.);
- B/XVI: Catalogue raisonné of the Balinese palm-leaf manuscripts with music notation.
- B/XVII: Die Triosonate: Catalogue Raisonné der gedruckten Quellen

## RISM серия C
Серия C «Directory of music research libraries» в 5 томах представляет все музыкальные библиотеки, архивы и частные коллекции, в которых хранится исторический материал. Этот каталог музыкальных библиотек составлен вместе с издательским комитетом Международной ассоциации музыкальных библиотек, архивов и центров музыкальной документации (Association Internationale des Bibliothèques, Archives et Centres de Documentation Musicaux, АIBM).
Опубликованный в 1999 году специальный том RISM — Сиглы библиотек: Полный указатель с 2006 года доступен на интернет-странице RISM’а, которая регулярно обновляется.

## Пользователи (читатели) RISM’а
- Музыковеды, в поисках точной информации (датировке, местонахождении и т. п.) об источниках (нотах, трактатах) своего исследования;
- Исполнители, заинтересованные в расширении концертных программ, в разыскании оригинальных рукописей и изданий для аутентичной интерпретации музыкальных сочинений;
- Библиотекари, изучающие фонды своих коллег;
- Букинисты и антиквары, которые, изучая сохранившиеся источники, устанавливают ценность предлагаемых ими к продаже изданий и рукописей.